# نیلز اولاو
سرلشکر سر نیلز اولاو سوم، بارون جزایر بووه یک پنگوئن پادشاه است که در باغ وحش ادینبورگ اسکاتلند زندگی می‌کند. او سمبل خوش‌یمنی و سرهنگ کل گارد پادشاه نروژ است. نام «نیلز اولاو» و درجه‌های مرتبط از سال ۱۹۷۲ از طریق سه پنگوئن پادشاه منتقل شده و دارنده فعلی نیلز اولاو سوم است.

## تاریخچه
هنگامی که باغ وحش در سال ۱۹۱۳ افتتاح شد، خانواده بزرگ کشتیرانی نروژی، کریستین سالوسن، یک پنگوئن پادشاه را به باغ وحش ادینبورگ هدیه داد.
هنگامی که گارد پادشاهی نروژ از نمایش نظامی ادینبورگ در سال ۱۹۶۱ برای تمرین نظامی بازدید کرد، ستوانی به نام نیلز اگلین به کلونی پنگوئن‌های باغ وحش علاقه‌مند شد. هنگامی که گارد پادشاهی در سال ۱۹۷۲ به ادینبورگ بازگشت، اگلین ترتیبی داد که هنگ یک پنگوئن را به عنوان عضو بپذیرد. این پنگوئن در سال ۱۹۷۲ به افتخار نیلز اگلین، فرمانده جوخه مته، و اولاو سیگرود، فرمانده گروه HMKG، نیلز اولاو نام گرفت.

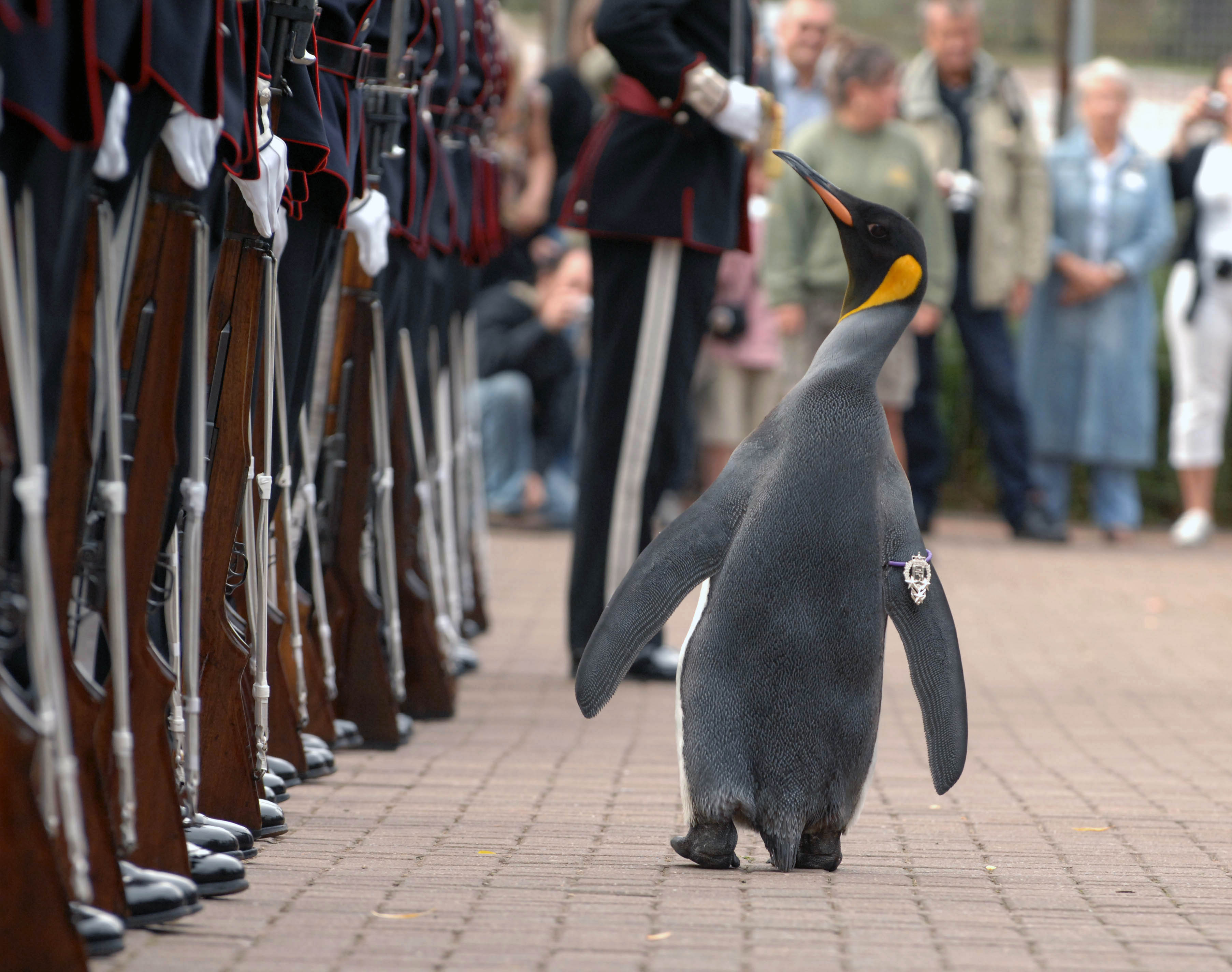
سر نیلز پس از مراسم شوالیه شدن خود در سال ۲۰۰۸، نیروهای گارد پادشاهی را که سرهنگ کل آن است، بازدید می‌کند. نشان نظامی به باله سمت راست او وصل شده است.

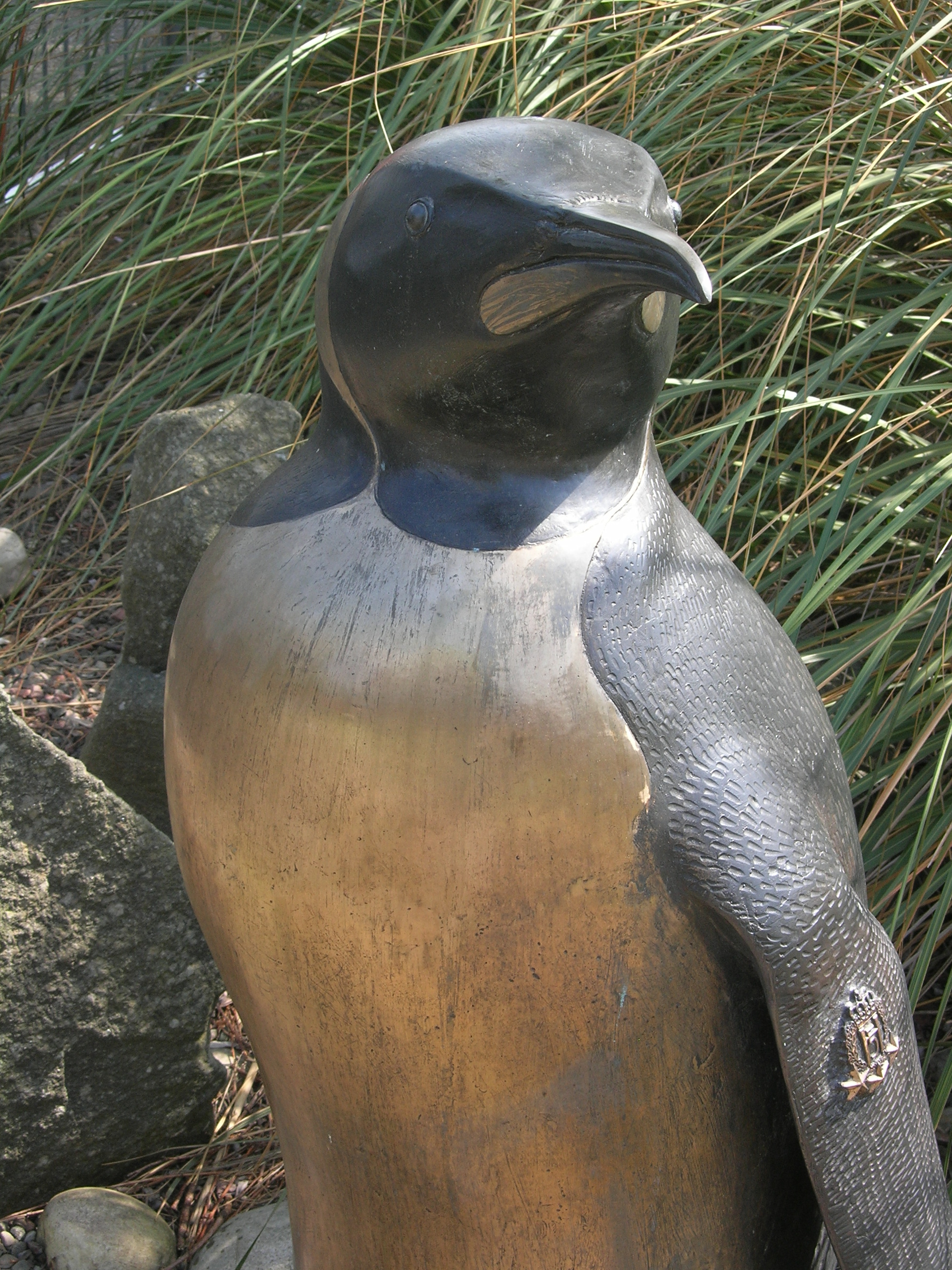
مجسمه برنزی نیلز اولاو

نیلز اولاو در ابتدا در هنگ درجه ویسکورپورال (سرجوخه موقت) را دریافت کرد. او هر بار که گارد پادشاه به باغ وحش بازمی‌گشت، ترفیع می‌گرفت. او در سال ۱۹۸۲ سرجوخه شد و سپس در سال ۱۹۸۷ به درجه گروهبانی ارتقا یافت. نیلز اولاو اول اندکی پس از ارتقای درجه گروهبان در سال ۱۹۸۷ درگذشت و جای او را نیلز اولاو دوم، یک پنگوئن تقریباً دو ساله گرفت. او در سال ۱۹۹۳ به درجه سرگروهبانی هنگ و در سال ۲۰۰۱ به «سرگروهبان افتخاری هنگ» ارتقا یافت. در ۱۸ اوت ۲۰۰۵ به عنوان سرهنگ کل همان هنگ منصوب شد. در طی بازدید سال ۲۰۰۵، ۴-فوت-high (۱٫۲-متر) مجسمه برنزی نیلز اولاو به باغ وحش ادینبورگ اهدا گردید. کتیبه مجسمه به گارد پادشاهی و نمایش نظامی اشاره دارد. مجسمه ای نیز در محوطه گارد پادشاهی در هوسبی، اسلو قرار دارد.
افتخار بعدی نشان شوالیه بود که طی بازدید سربازان گارد پادشاهی نروژ در ۱۵ اوت ۲۰۰۸ اعطا شد. لقب شوالیه توسط پادشاه هارالد پنجم تأیید و نیلز اولین پنگوئنی بود که چنین افتخاری را در ارتش نروژ دریافت کرد. در طول این مراسم، جمعیتی متشکل از صدها نفر، ۱۳۰ نگهبان را در باغ وحش تماشا کردند و نقل قولی از پادشاه خوانده شد که نیلز را به عنوان یک پنگوئن وصف می‌کند «از هر نظر واجد شرایط برای دریافت افتخار و حیثیت شوالیه».
پنگوئن سوم، نیلز اولاو سوم، در مقطعی بین سال‌های ۲۰۰۸ و ۲۰۱۶ مسئولیت را به دست گرفت در ۲۲ اوت ۲۰۱۶ در مراسمی با حضور بیش از ۵۰ نفر از اعضای گارد پادشاهی به درجه سرتیپی ارتقا یافت. در ۲۱ اوت ۲۰۲۳ به درجه سرلشکری ارتقا یافت. نیلز اولاو توسط رکوردهای جهانی گینس به عنوان بالاترین پنگوئن با بالاترین درجه شناخته شده است.
نیلز اولاو از سال ۲۰۰۵ به بعد از نظر درجه نظامی مافوق نیلز اگلین بود. اگلین در ۱۱ دسامبر ۲۰۲۰ در سن ۸۷ سالگی درگذشت.